# Championnats du monde juniors de ski alpin 2008
Les championnats du monde juniors de ski alpin 2008 se déroulent dans la station de Formigal en Espagne du 23 février au 29 février.

## Podiums

### Hommes
| Épreuve            | Médaille d'or     | Médaille d'argent | Médaille de bronze         |
| Descente 26/02     | Hagen Patscheider | Eian Sandvik      | Jonas Fravi                |
| Super G 28/02      | Andreas Sander    | Matthias Mayer    | Björn Sieber               |
| Slalom géant 29/02 | Marcel Hirscher   | Markus Nilsen     | Matts Olsson               |
| Slalom 27/02       | Marcel Hirscher   | Jacopo Di Ronco   | Tomoya Ishii Kristian Haug |
| Combiné 29/02      | Matts Olsson      | Kristian Haug     | Hagen Patscheider          |

### Femmes
| Épreuve            | Médaille d'or       | Médaille d'argent   | Médaille de bronze  |
| Descente 26/02     | Ilka Štuhec         | Lara Gut            | Viktoria Rebensburg |
| Super G 23/02      | Viktoria Rebensburg | Anna Fenninger      | Stefanie Moser      |
| Slalom géant 29/02 | Anna Fenninger      | Viktoria Rebensburg | Tessa Worley        |
| Slalom 28/02       | Bernadette Schild   | Célina Hangl        | Nastasia Noëns      |
| Combiné 29/02      | Anna Fenninger      | Larisa Yurkiw       | Eva-Maria Brem      |

## Tableau des médailles par nations
| Rang | Pays      | Médaille d'or | Médaille d'argent | Médaille de bronze | Total |
| 1    | Autriche  | 5             | 2                 | 3                  | 10    |
| 2    | Allemagne | 2             | 1                 | 1                  | 4     |
| 3    | Italie    | 1             | 1                 | 1                  | 3     |
| =    | Suède     | 1             | 1                 | 1                  | 3     |
| 5    | Slovénie  | 1             | 0                 | 0                  | 1     |
| 6    | Norvège   | 0             | 2                 | 1                  | 3     |
| =    | Suisse    | 0             | 2                 | 1                  | 3     |
| 8    | Canada    | 0             | 1                 | 0                  | 1     |
| 9    | France    | 0             | 0                 | 2                  | 2     |
| 10   | Japon     | 0             | 0                 | 1                  | 1     |